# C4ü Bay 07

Ansichten zum C4ü nach Blatt 045

Bei den Pfälzischen C4ü von 1907 handelt es sich um vierachsige Abteilwagen mit Seitengang für Schnellzüge nach dem Musterblatt 045 aus dem Wagenstandsverzeichnis von 1913 für das pfälzische Netz der Königlich Bayerischen Eisenbahnen. Vergleichbare Wagen hatten die bayerischen Staatseisenbahnen mit dem C4ü nach Blatt 178 (gem. Wagenstandsverzeichnis von 1913 der K.B.St.E.).

## Geschichte / Beschaffung
Mit dem vermehrten Aufkommen der überregionalen Reise- und Schnellzüge im ersten Jahrzehnt nach 1900 mussten sich auch die Pfälzischen Eisenbahnen damit auseinandersetzen, entsprechende Wagentypen für diese Zuggattungen zur Verfügung stellen zu können. Insbesondere der mit den benachbarten Bahnen vereinbarte Wagenausgleich veranlasste die Pfalzbahn dazu ebenfalls Wagen für den gehobenen Reisezugverkehr zu beschaffen. Als Wagen der III. Klasse wurden daher im Jahr 1907 nochmals 9 Wagen dieses Typs geordert.

## Einsatz
Gemäß dem bei den Pfälzischen Eisenbahnen geltenden Nummernschema wurde dieser Wagentyp von allen Teilgesellschaften der Pfälzischen Eisenbahnen beschafft. Es kann somit vermutet werden, dass die Wagen mit Ausstattung von zusätzlichen Signalhaltern für die Schweiz ihren Einsatz in den hochwertigen Schnellzügen der jeweiligen Relationen fanden. Gemäß dem Verzeichnis aller Schnell- und Eilzüge des Pfälzischen Netzes der K.Bay.Sts.B. vom Mai 1910 liefen z. B. über die Strecken der Pfälzischen Nordbahn und Maximiliansbahn Bad Münster-Hochspeyer-Neustadt-Weißenburg so hochwertige Schnellzüge wie der D 108 (Dortmund-Köln-Bad Münster-Basel) oder der D 161 (Mailand-Basel-Neustadt-Bad-Münster-Holland).

## Verbleib
Mit der Eingliederung der Pfalzbahn in die Bayerische Staatsbahn 1909 wurden auch diese Wagen übernommen. 1920 kamen die Wagen dann zur Gruppenverwaltung Bayern der Reichsbahn und wurden der Direktion Ludwigshafen unterstellt. Sie erhielten dort die Gattungskennung C4ü Bay 07. Der weitere Weg ist nicht bekannt, da bei der Reichsbahn keine gesonderten Daten für die ehemaligen pfälzischen Wagen geführt wurden. Für 1932 wird nach amtlichen Unterlagen noch ein Bestand von sieben Wagen dieses Typs und ein Wagen des Typs C4ü Bay 07/30 nachgewiesen.

## Konstruktive Merkmale

### Untergestell
Der Rahmen bestand aus genieteten Walzprofilen. Die äußeren Längsträger hatten eine U-Form mit nach außen zeigenden Flanschen. Als Zugeinrichtung hatten die Wagen Schraubenkupplungen mit Sicherheitshaken nach VDEV, die Zugstange war durchgehend und mittig gefedert. Als Stoßeinrichtung besaßen die Wagen zweifach geschlitzte Korbpuffer mit einer Einbaulänge von 650 mm. Die Pufferteller hatten einen Durchmesser von 370 mm. Diese wurden später teilweise durch Hülsenpuffer ersetzt. Wegen der großen Spannweite zwischen den Drehgestellachsen erhielten die Wagen ein Sprengwerk aus Profilen und nachstellbaren Säulenständern in der Höhe der äußeren Längsträger.

### Laufwerk
Die Wagen hatten Drehgestelle bayerischer Bauart mit kurzem Radstand von 2.500 mm mit einem aus Blechen und Winkeln genieteten Rahmen. Gelagert waren die Achsen in Gleitachslagern. Die Räder hatten Speichenradkörper und einen Raddurchmesser von 1.014 mm.

### Wagenkasten
Der Rahmen des Wagenkastens bestand aus einem hölzernen Ständerwerk, innen mit Holz, außen mit Blech beplankt. Die Seitenwände waren bis über die äußeren Längsträger heruntergezogen. An beiden Wagenenden gab es durch Faltenbälge geschlossene Übergänge, die Eingangstüren waren eingezogen. Die Wagen besaßen ein Tonnendach. An beiden Wagenenden besaß der Wagen eine Toilette und einen seitlichen Durchgang. Das Abteil der ersten Klasse befand sich in der Wagenmitte. Die Beleuchtung war elektrisch und wurde über einen an einem Drehgestell angeflanschten Dynamo betrieben. Zusätzlich gab es noch einen Puffer-Akku der unter dem Längsträger angebracht war.
Die Beheizung erfolgte durch Dampf, die Belüftung durch Lüftungsklappen an den herablassbaren Fenstern.

### Ausstattung
Zwei der insgesamt acht Abteile der III. Klasse hatten seitliche Schiebetüren zum Durchgang, die übrigen Abteile waren zur Gangseite offen. Neben dem Abort am bremserseitigen Wagenende befand sich ein kleines Dienstabteil für den Zugführer. Zusätzlich gab es noch ein vom Abort getrenntes Urinal.

## Wagennummern
Die Daten sind den im Literaturverzeichnis aufgeführten verschiedenen Wagenpark-Verzeichnissen der Pfälzischen Eisenbahnen und der Kgl.Bayer.Staatseisenbahnen – Pfälzisches Netz sowie den Büchern von Emil Konrad (Reisezugwagen der deutschen Länderbahnen, Band II) und Albert Mühl (Die Pfalzbahn) entnommen.
| Blatt-Nr. Herstelld.         | Blatt-Nr. Herstelld.         | Blatt-Nr. Herstelld.         | Gattungszeichen je Epoche Wagennummern je Epoche (mit Direktionsangaben) | Gattungszeichen je Epoche Wagennummern je Epoche (mit Direktionsangaben) | Gattungszeichen je Epoche Wagennummern je Epoche (mit Direktionsangaben) | Gattungszeichen je Epoche Wagennummern je Epoche (mit Direktionsangaben) | Gattungszeichen je Epoche Wagennummern je Epoche (mit Direktionsangaben) | Gattungszeichen je Epoche Wagennummern je Epoche (mit Direktionsangaben) | Gattungszeichen je Epoche Wagennummern je Epoche (mit Direktionsangaben) | Fahrwerk   | Fahrwerk                  | Fahrwerk                  | Fahrwerk                  | Ausstattung               | Ausstattung               | Ausstattung                          | Ausstattung                          | Ausstattung                          | Ausstattung                          | Ausstattung                          | Zusatzinfos | Zusatzinfos | Zusatzinfos    | Zusatzinfos                         |
| Bau- jahr                    | Her- steller                 | Anz.                         | ab 1907                                                                  | Rep. 1919                                                                | DR (ab 1923)                                                             | DRG (ab 1930)                                                            | DRG n. Umbau                                                             | Ausge- mustert                                                           | letzt. Heimat-Bf.                                                        | Anz. Achs. | Unt. Gest.                | LA.                       | Brem- sen                 | Bl.                       | Hz.                       | Art u.Anz. Abteile (Sitze je Klasse) | Art u.Anz. Abteile (Sitze je Klasse) | Art u.Anz. Abteile (Sitze je Klasse) | Art u.Anz. Abteile (Sitze je Klasse) | Art u.Anz. Abteile (Sitze je Klasse) | Mil.        | Mil.        | Sig- nal- hlt. | Bemerkung                           |
| Blatt-Nr. aus WV von Gattung | Blatt-Nr. aus WV von Gattung | Blatt-Nr. aus WV von Gattung | 45 1913 C4ü                                                              |                                                                          | C4ü Bay 07                                                               | C4ü Bay 07                                                               | C4ü Bay 07/30                                                            |                                                                          |                                                                          |            | (siehe jeweilige Legende) | (siehe jeweilige Legende) | (siehe jeweilige Legende) | (siehe jeweilige Legende) | (siehe jeweilige Legende) | A                                    | I.                                   | II.                                  | III.                                 | IV.                                  | O           | M           | (s.Leg- ende)  | Beschaffung für die Ludwigsbahn     |
| ---------------------------- | ---------------------------- | ---------------------------- | ------------------------------------------------------------------------ | ------------------------------------------------------------------------ | ------------------------------------------------------------------------ | ------------------------------------------------------------------------ | ------------------------------------------------------------------------ | ------------------------------------------------------------------------ | ------------------------------------------------------------------------ | ---------- | ------------------------- | ------------------------- | ------------------------- | ------------------------- | ------------------------- | ------------------------------------ | ------------------------------------ | ------------------------------------ | ------------------------------------ | ------------------------------------ | ----------- | ----------- | -------------- | ----------------------------------- |
| 1907/08                      | MAN                          | 2                            | 146 Lu                                                                   |                                                                          | 26 009 Lu                                                                | 17 641 Lu                                                                |                                                                          |                                                                          |                                                                          | 4          | HE, E                     |                           | Pl; Wsbr;                 | EL                        | D                         | 2                                    |                                      |                                      | 8 (68)                               |                                      |             | 48          | CH             | [ Anm. 1 ] [ 3 ]                    |
| 1907/08                      | MAN                          | 2                            | 181 Lu                                                                   |                                                                          | 26 010 Lu                                                                | 17 642 Lu                                                                |                                                                          |                                                                          |                                                                          | 4          | HE, E                     |                           | Pl; Wsbr;                 | EL                        | D                         | 2                                    |                                      |                                      | 8 (68)                               |                                      |             | 48          | CH             | [ Anm. 1 ] [ 3 ]                    |
| 1907/08                      | MAN                          | 5                            | 1731 Lu                                                                  |                                                                          | 26 004 Lu                                                                | 17 636 Lu                                                                |                                                                          |                                                                          |                                                                          | 4          | HE, E                     |                           | Pl; Wsbr;                 | EL                        | D                         | 2                                    |                                      |                                      | 8 (68)                               |                                      |             | 48          |                | [ Anm. 1 ] [ 3 ]                    |
| 1907/08                      | MAN                          | 5                            | 1732 Lu                                                                  |                                                                          | 26 005 Lu                                                                | 17 637 Lu                                                                |                                                                          |                                                                          |                                                                          | 4          | HE, E                     |                           | Pl; Wsbr;                 | EL                        | D                         | 2                                    |                                      |                                      | 8 (68)                               |                                      |             | 48          |                | [ Anm. 1 ] [ 3 ]                    |
| 1907/08                      | MAN                          | 5                            | 1733 Lu                                                                  |                                                                          | 26 006 Lu                                                                | 17 638 Lu                                                                |                                                                          |                                                                          |                                                                          | 4          | HE, E                     |                           | Pl; Wsbr;                 | EL                        | D                         | 2                                    |                                      |                                      | 8 (68)                               |                                      |             | 48          |                | [ Anm. 1 ] [ 3 ]                    |
| 1907/08                      | MAN                          | 5                            | 1734 Lu                                                                  |                                                                          | 26 007 Lu                                                                | 17 639 Lu                                                                |                                                                          |                                                                          |                                                                          | 4          | HE, E                     |                           | Pl; Wsbr;                 | EL                        | D                         | 2                                    |                                      |                                      | 8 (68)                               |                                      |             | 48          |                | [ Anm. 1 ] [ 3 ]                    |
| 1907/08                      | MAN                          | 5                            | 1735 Lu                                                                  |                                                                          | 26 008 Lu                                                                | 17 640 Lu                                                                |                                                                          |                                                                          |                                                                          | 4          | HE, E                     |                           | Pl; Wsbr;                 | EL                        | D                         | 2                                    |                                      |                                      | 8 (68)                               |                                      |             | 48          |                | [ Anm. 1 ] [ 3 ]                    |
| Blatt-Nr. aus WV von Gattung | Blatt-Nr. aus WV von Gattung | Blatt-Nr. aus WV von Gattung | 45 1913 C4ü                                                              |                                                                          | C4ü Bay 07                                                               | C4ü Bay 07                                                               | C4ü Bay 07/30                                                            |                                                                          |                                                                          |            | (siehe jeweilige Legende) | (siehe jeweilige Legende) | (siehe jeweilige Legende) | (siehe jeweilige Legende) | (siehe jeweilige Legende) | A                                    | I.                                   | II.                                  | III.                                 | IV.                                  | O           | M           | (s.Leg- ende)  | Beschaffung für die Nordbahn        |
| 1907/08                      | MAN                          | 1                            | 3071                                                                     |                                                                          | 26 011 Lu                                                                | 17 643 Lu                                                                |                                                                          |                                                                          |                                                                          | 4          | HE, E                     |                           | Pl; Wsbr;                 | EL                        | D                         | 2                                    |                                      |                                      | 8 (68)                               |                                      |             | 48          |                | [ Anm. 1 ] [ 3 ]                    |
| Blatt-Nr. aus WV von Gattung | Blatt-Nr. aus WV von Gattung | Blatt-Nr. aus WV von Gattung | 45 1913 C4ü                                                              |                                                                          | C4ü Bay 07                                                               | C4ü Bay 07                                                               | C4ü Bay 07/30                                                            |                                                                          |                                                                          |            | (siehe jeweilige Legende) | (siehe jeweilige Legende) | (siehe jeweilige Legende) | (siehe jeweilige Legende) | (siehe jeweilige Legende) | A                                    | I.                                   | II.                                  | III.                                 | IV.                                  | O           | M           | (s.Leg- ende)  | Beschaffung für die Maximiliansbahn |
| 1907/08                      | MAN                          | 1                            | 5090                                                                     |                                                                          | 26 012 Lu                                                                | 17 644 Lu                                                                |                                                                          |                                                                          |                                                                          | 4          | HE, E                     |                           | Pl; Wsbr;                 | El                        | D                         | 2                                    |                                      |                                      | 8 (68)                               |                                      |             | 48          | CH             | zusätzliches Urinal                 |